# アミメガメ
アミメガメ（Deirochelys reticularia）は、爬虫綱カメ目ヌマガメ科アミメガメ属に分類されるカメ。本種のみでアミメガメ属を構成する。アミメガメ属はアミメガメ亜科の模式属。

## 分布
D. r. reticularia　ヒガシアミメガメ
アメリカ合衆国（アラバマ州、ケンタッキー州西部、サウスカロライナ州南東部、ジョージア州南部、テネシー州西部、ノースカロライナ州東部、バージニア州南東部、フロリダ州北部、ミシシッピ州）
模式標本の産地（模式産地）はチャールストン周辺（サウスカロライナ州）。
D. r. chrysea　フロリダアミメガメ
アメリカ合衆国（フロリダ州）固有亜種
D. r. miaria　ニシアミメガメ
アメリカ合衆国（アーカンソー州、オクラホマ州南東部、テキサス州東部、ミズーリ州南東部、ルイジアナ州）

## 形態
最大甲長25センチメートル。オスよりもメスの方が大型になり、オスは最大でも甲長15.7センチメートル。項甲板はやや大型で、後方がやや幅広い等脚台形。後部縁甲板は鋸状に尖らない。背甲の色彩は淡黄褐色や暗黄色で、網目状の斑紋が入る。種小名reticulariaは「網目状の」の意で、種小名と和名共に背甲に入る斑紋に由来する。縁甲板外縁は黄色く縁取られる。腹甲は細長い俵型で、中央部でやや括れる。
頭部はやや大型かつ扁平。吻端はわずかに突出し、顎の先端は鉤状に尖ったり凹まない。顎の外縁は鋸状に尖らず、咬合面はやや狭く稜や突起がない。頸部は長く、頭部と頸部を合わせた長さがほぼ腹甲長に等しい。頭部や頸部、四肢、尾の色彩は褐色や暗黄色で、黄色や白の筋模様が入る。
卵は長径2.8-4センチメートル、短径1.7-2.4センチメートルと楕円形。殻は白い皮革状。幼体は成長輪が明瞭で、椎甲板にあまり発達しない筋状の盛りあがり（キール）がある。成長に伴い成長輪やキールは消失する。
メスはオスに比べると背甲が幅広く甲高が高い。オスは尾が太くて長く、尾をまっすぐに伸ばした状態では総排泄口全体が背甲の外側に位置する。メスは尾が細いうえに短く、尾をまっすぐに伸ばしても総排泄口の大部分が背甲よりも内側にある。
D. r. reticularia　ヒガシアミメガメ
背甲はやや盛りあがる。背甲の網目模様や縁甲板の縁取りは細く、成長に伴い不明瞭になる個体もいる。橋に暗色斑が入る個体が多い。股甲板や肛甲板のシームに沿って暗色の斑点が入る個体もいる。下顎から喉に筋模様や破線状の斑紋が明瞭に入る。
D. r. chrysea　フロリダアミメガメ
背甲の網目模様は縁甲板の縁取りは中程度だが、成体でも明瞭。橋の色彩は黄色一色だが、暗色の斑点や縦縞が入る個体もいる。腹甲には斑紋が入らない。下顎から喉に筋模様や破線状の斑紋が明瞭に入る個体もいる。
D. r. miaria　ニシアミメガメ
背甲はやや扁平。背甲の網目模様や縁甲板の縁取りは太いが、成長に伴い消失する傾向が強い。橋にやや大型の暗色斑が入り、暗色斑が繋がる個体もいる。腹甲の甲板の継ぎ目（シーム）に沿って暗色斑が入る。下顎から喉に明瞭な斑紋が入らない。

## 分類
アミメガメ亜科内では他属より最も初期に分化したと考えられている。ヌマガメ科内では長い頸部や頭骨の一部、肋骨からブランディングガメ属と近縁とする説もあったが、形態やミトコンドリアDNAの塩基配列による分子系統学的解析から本種とブランディングガメ属は近縁ではないとする説が有力。
- Deirochelys reticularia chrysea　Schwaltz, 1956　フロリダアミメガメ　Florida chicken turtle
- Deirochelys reticularia miaria　Schwaltz, 1956　ニシアミメガメ　Western chicken turtle
- Deirochelys reticularia reticularia　(Latreille, 1801)　ヒガシアミメガメ　Eastern chicken turtle

## 生態
湖や池沼、湿原、水たまりなどのほぼ止水域のみに生息し、底質が泥で水生植物の繁茂した環境を好む。日光浴を好むだけでなく、陸づたいに複数の水場を移動し水場から離れた陸地で見られることもある。昼行性だが、夏季には夜間に活動することもある。フロリダ半島南部個体群などは周年活動するが、多くの生息地では冬季に水中で穴や泥中でじっとしているか陸上の落ち葉や泥の中で冬眠することもある。
食性は動物食傾向の強い雑食で、昆虫、クモ、甲殻類、貝類、両生類やその幼生、動物の死骸、植物質（キビ属、コウホネ属など）などを食べる。幼体は動物食だが、成長に伴い雑食傾向が強くなる。水中で接近した獲物を頸部を素早く伸ばして捕食するが、水面に落下した獲物も食べる。
繁殖形態は卵生。オスは前肢をメスの頭部の前で震わせて求愛するが、メスの吻端に自分の吻端を擦りつけたり、メスの総排泄口の臭いを嗅ぐこともある。2-5月と8-11月（亜種フロリダアミメガメでは9-翌3月）に1回に2-19個の卵を年に2-4回に分けて産む。発生時の温度により性別が決定（温度依存性決定）し、約25℃ではオス、約30℃ではメスが多く産まれる傾向がある。飼育下では28-29℃の環境下で78-89日で孵化した例がある。

## 人間との関係
生息地では食用とされることがあるが、食用の養殖などは行われておらず現在では食用とされることも一般的ではない。英名は味が鶏肉（chicken=鶏）に似ていることに由来する。
開発による生息地の破壊、水質汚染などにより生息数は減少している可能性もあるが、バージニア州やミズーリ州の地域個体群を除いて絶滅の危険性は低いと考えられている。
ペットとして飼育されることもあり、日本にも輸入されている。主に飼育下繁殖個体が流通する。アクアリウムかアクアテラリウムで飼育される。長い頸部を伸ばして獲物を捕食するためケージの大きさはゆとりを持たせ、レイアウトにはあまり尖った物は用いないようにする。日光浴を好むため、暖房器具などを照射して体を乾かすことができる広い陸地を用意する。腹甲が薄く腫瘍や潰瘍にかかりやすい傾向があるため、水質の悪化には注意する。野生個体は生きた餌を好むが、飼育下では死んだ餌や配合飼料や乾燥飼料などにも餌付く。頸部を伸ばして捕食するため餌を食べるのに時間がかかることや、同種他種問わず他個体に噛みつくおそれがあることから基本的には単独で飼育する。